# Subarctis

De rode lijn is de 10°C-juli-isotherm, meestal gebruikt als de grens van de subarctis

De subarctis, ook wel het subarctisch gebied, is een gebied op het noordelijk halfrond, onmiddellijk ten zuiden van de noordpoolcirkel. De 10°C-juli-isotherm wordt meestal gebruikt als grens van de subarctis. In de subarctis liggen delen van Canada, Alaska, Groenland, Siberië en het noorden van Scandinavië (Zweden, Noorwegen, Finland, IJsland). Het subarctisch gebied is vrij koud, aangezien het ver van de evenaar ligt.